# Eudaemonia uniocellata
Eudaemonia uniocellata är en fjärilsart som beskrevs av Testout. 1941. Eudaemonia uniocellata ingår i släktet Eudaemonia och familjen påfågelsspinnare. Inga underarter finns listade i Catalogue of Life.